# Bryophila blepharista
Cryphia blepharista is een vlinder uit de familie van de uilen (Noctuidae). De wetenschappelijke naam van de soort werd voor het eerst geldig gepubliceerd in 1954 door Boursin als Cryphia blepharista.